# Castanopsis platyacantha
Castanopsis platyacantha är en bokväxtart som beskrevs av Alfred Rehder och Ernest Henry Wilson. Castanopsis platyacantha ingår i släktet Castanopsis och familjen bokväxter. Inga underarter finns listade.